# Holstein-Frieser
Holstein-Frieser (ofte forkortet Frieser i Europa og Holstein i Nordamerika) er krydsninger af malkekvæg, der i dag kendes som verdens højeste ydende malkekvæg. De stammer oprindeligt fra de nederlandske provinser Noord-Holland og Frisland og fra Slesvig-Holsten i Tyskland. Dyrene var frisernes og saksernes regionale kvæg. De hollandske og tyske kvægavlere fokuserede på de krydsninger, der bedst kunne optage græs, som der var rigeligt af i området. Kvæget er sort og hvidt, fordi kvægavlerne udvælger disse farver.
I Europa bruges kvæget som malkekvæg i nord og som kødkvæg i syd. Efter 1945 betød den europæiske nationale udvikling, at kvægavl og mejeriprodukter i stigende grad blev regionaliseret. 80 % af mælkeproduktionen foregår nord for en linje fra Bordeaux til Venedig. Skiftet betød, at kvæg i stigende grad blev fremavlet med henblik på enten mælkeproduktion eller kødproduktion. Krydsningerne i Europa udviklede sig forskelligt fra dem, der blev fremavlet i USA, hvor der udelukkende blev fokuseret på kvægavl til malkeproduktion, baseret på tidligere importeret Holstein-kvæg.
Europæiske kvægavlerne importerede gener fra USA, som blev krydset med europæisk kvæg, således at mælkeproduktionen kunne forhøjes.

## Danmark
I Danmark kendes Holstein-Frieser kvæg som Dansk Holstein, eftersom sortbroget dansk malkerace i dag er baseret på krydsninger med amerikansk Holstein-kvæg.